# Carl Kunst
Carl Kunst (auch Karl Kunst; geboren 27. Februar 1884 in Fürstenfeldbruck; gestorben 3. November 1912) war ein deutscher Künstler, Illustrator und Graphiker.

## Leben

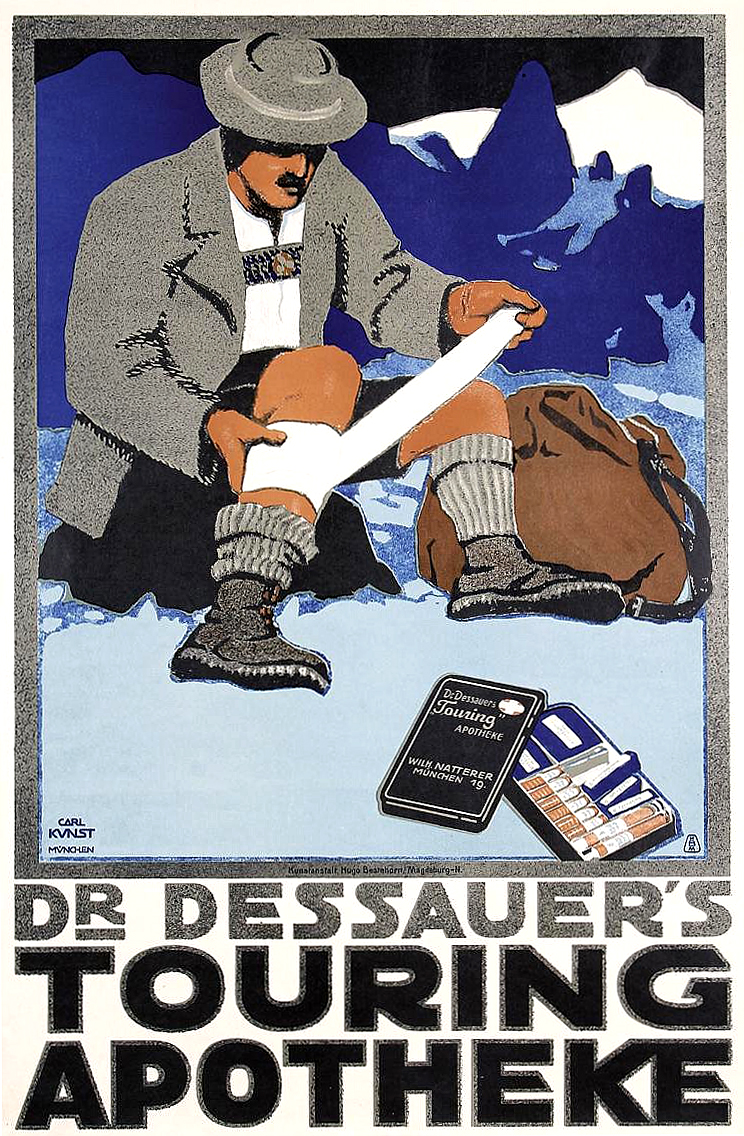
Werbeplakat Dr. Dessauer's Touring Apotheke für „Wilh. Natterer, München“
(Lithografie um 1910 von Hugo Bestehorn, Magdeburg)

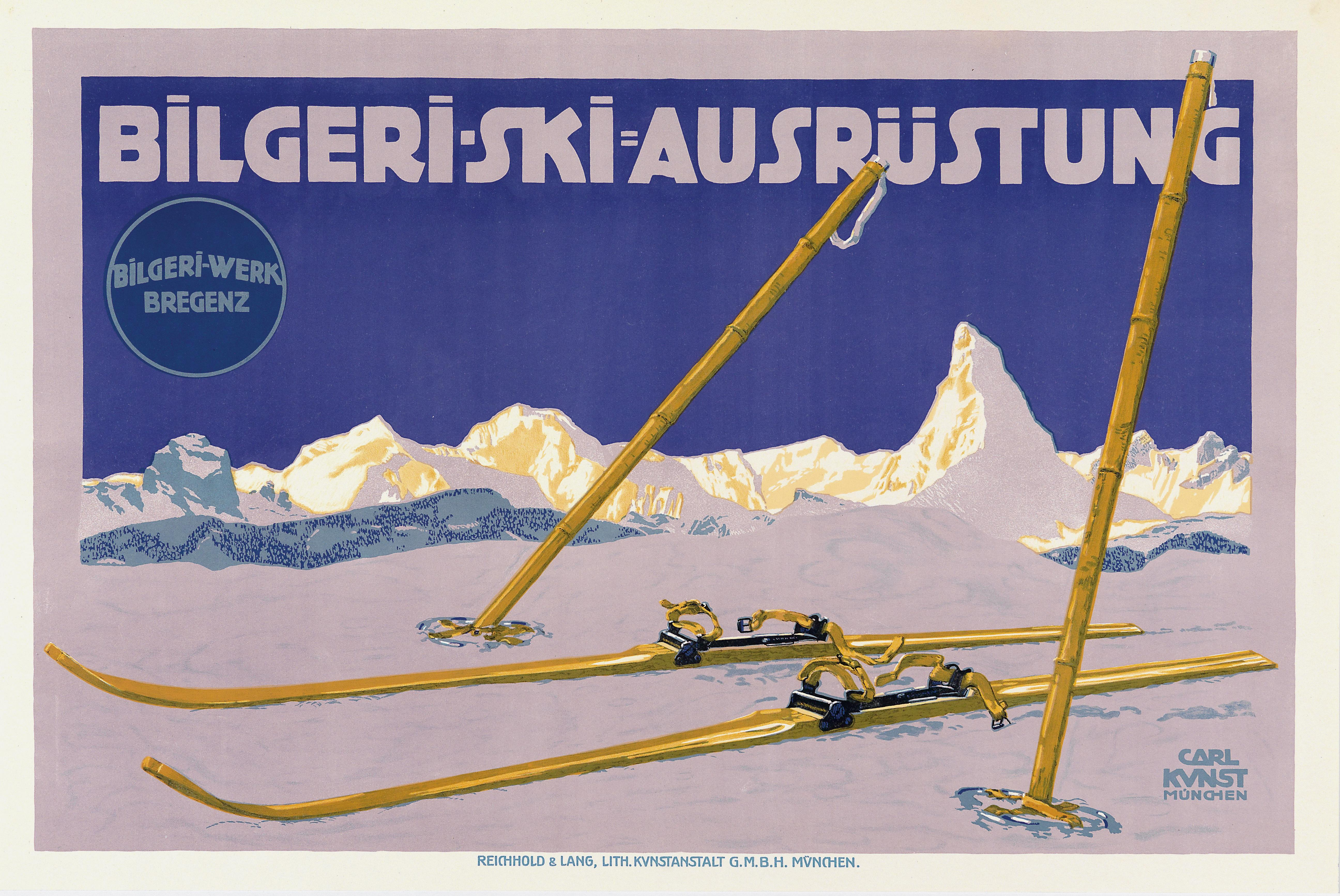
Ski-Werbung für das Unternehmen Bilgeri

Carl Kunst war der Sohn eines Geheimen Sekretärs im Bayerischen Kriegsministerium. Er studierte zunächst an der Königlichen Kunstgewerbeschule München bei Maximilian Dasio. Am 5. November 1903 immatrikulierte er sich an der Königlichen Akademie der Künste für die Zeichenschule bei Peter Halm und Franz von Stuck.
Carl Kunst gestaltete während seiner kurzen Schaffensphase zahlreiche Plakaten, Reklamemarken und illustrierte Bücher. Unter seinen Arbeitgebern findet man unter anderen das Bekleidungshaus Isidor Bach, die Firma Stollwerck, Marco Polo Tee, Kunstanstalt Reichold & Land, Sport Schwaiger München, Belgeri Werk, Bregenz, Bazar Nürnberg.
Carl Kunst gestaltete eine Serie Reklamemarken zur Südpol Reise von Roald Amundsen. Besonders künstlerisch wertvoll sind seine Postkarten aus den 1910er Jahren. Er gestaltete eine ganze Serie Postkarten mit bekannten Münchner Sehenswürdigkeiten: Brauntöne und starke grelle Farben bilden einen schrillen, prägnanten Kontrast. Großflächige Farbflächen die Himmel oder Wasser suggerieren, manchmal Wolken- oder Wellentüpchen, der großzügige Gebrauch der Farbe Orange, Gelb, Lila oder Türkis sind fast schon Vorläufer der Popart der 1960er Jahre.
Im Oktober 1912 gab es einen umfangreichen Aufsatz von Karl J. Luther im 4. Heft des 3. Jahrgangs der "Mitteilungen des Vereins der Plakatfreunde" (S. 139–144, S. 196).